# Inspection générale des armées
L'inspection générale des armées (IGA) est un corps d'inspection placé auprès du ministre français des Armées.
Les six inspecteurs généraux des armées sont :
| Arme          | Grade                                                      | Inspecteur général       | Date de prise de poste |
| ------------- | ---------------------------------------------------------- | ------------------------ | ---------------------- |
| Gendarmerie   | Général d'armée                                            | Samuel Dubuis            | 1er décembre 2024      |
| Armement      | Ingénieure générale de classe exceptionnelle de l'armement | Monique Legrand-Larroche | 1er septembre 2022     |
| Santé         | Médecin général des armées                                 | Sylvie Pérez             | 1er juillet 2023       |
| Air et espace | Général d'armée aérienne                                   | Laurent Rataud           | 1er août 2025          |
| Marine        | Amiral                                                     | François Moreau (d)      | 1er août 2024          |
| Terre         | Général d'armée                                            | Christophe Abad          | 1er octobre 2024       |

## Historique
L'actuelle inspection générale des armées est créée par le décret n°91-678 du 14 juillet 1991. Elle succède aux inspections générales particulières des armées de Terre, Air et Mer, de la Gendarmerie nationale et des services interarmées.

## Missions
Les articles D3124-1 à D3124-6 du Code de la défense fixent les attributions des inspecteurs généraux des armées en précisant qu'« un officier général de chacune des trois armées, de la gendarmerie nationale et de la direction générale de l'armement portant le titre d'inspecteur général des armées et relevant directement du ministre remplit, sous l'autorité de celui-ci, des missions d'inspection, d'étude et d'information s'étendant à l'ensemble des armées et de la gendarmerie nationale, de la direction générale de l'armement. ».

## Liste des inspecteurs généraux des armées

### Armée de terre
| Portrait | Grade au moment de la nomination | Inspecteur général                         | Date de prise de poste et décret de nomination | Date de prise de poste et décret de nomination | Durée            |
| -------- | -------------------------------- | ------------------------------------------ | ---------------------------------------------- | ---------------------------------------------- | ---------------- |
|          | ...                              | ...                                        | ...                                            |                                                |                  |
|          | Général d'armée                  | Albéric Vaillant                           | 1er février 1973                               | [ Presse 1 ]                                   | 3 ans, 29 jours  |
|          | ...                              | ...                                        | ...                                            |                                                |                  |
|          | Général d'armée                  | Jean-Claude Coullon                        | 1er janvier 1989                               | [ Presse 2 ]                                   | 1 an, 340 jours  |
|          | Général d'armée                  | Bernard Dupont de Dinechin                 | 8 décembre 1990                                | [ JORF 2 ]                                     | 1 an, 297 jours  |
|          | Général d'armée                  | Mary-Jean Voinot                           | 1er octobre 1992                               | [ JORF 3 ]                                     | 2 ans, 211 jours |
|          | Général d'armée                  | Bertrand Guillaume de Sauville de Lapresle | 1er mai 1995                                   | [ JORF 4 ]                                     | 1 an, 244 jours  |
|          | Général d'armée                  | Paul Brutin                                | 1er janvier 1997                               | [ JORF 5 ]                                     | 2 ans, 88 jours  |
|          | Général d'armée                  | Raymond Germanos                           | 31 mars 1999                                   | [ JORF 6 ]                                     | 2 ans, 214 jours |
|          | Général d'armée                  | Henri Marescaux                            | 1er novembre 2001                              | [ JORF 7 ]                                     | 364 jours        |
|          | Général d'armée                  | Jean-René Bachelet                         | 1er novembre 2002                              | [ JORF 8 ]                                     | 1 an, 131 jours  |
|          | Général d'armée                  | Louis Zeller                               | 12 mars 2004                                   | [ JORF 9 ]                                     | 1 an, 120 jours  |
|          | Général d'armée                  | Jean-Philippe Wirth                        | 11 juillet 2007                                | [ JORF 10 ]                                    | 1 an, 51 jours   |
|          | Général d'armée                  | Thierry de Bouteiller                      | 1er septembre 2006                             | [ JORF 11 ]                                    | 1 an, 365 jours  |
|          | Général d'armée                  | Jean-Marie Faugère                         | 1er septembre 2008                             | [ JORF 11 ]                                    | 364 jours        |
|          | Général d'armée                  | Jean-Loup Moreau                           | 1er septembre 2009                             | [ JORF 12 ]                                    | 364 jours        |
|          | Général d'armée                  | François-Pierre Joly                       | 1er septembre 2010                             | [ JORF 13 ]                                    | 364 jours        |
|          | Général d'armée                  | Thierry Cambournac                         | 1er septembre 2011                             | [ JORF 14 ]                                    | 1 an, 333 jours  |
|          | Général d'armée                  | Didier Bolelli                             | 1er août 2013                                  | [ JORF 15 ]                                    | 1 an, 30 jours   |
|          | Général d'armée                  | Jean-Philippe Margueron                    | 1er septembre 2014                             | [ JORF 16 ]                                    | 364 jours        |
|          | Général d'armée                  | Frédéric Beth                              | 1er septembre 2015                             | [ JORF 17 ]                                    | 365 jours        |
|          | Général d'armée                  | Didier Castres                             | 1er septembre 2016                             | [ JORF 18 ]                                    | 1 an, 364 jours  |
|          | Général d'armée                  | Jean-François Hogard                       | 1er septembre 2018                             | [ JORF 19 ]                                    | 1 an, 181 jours  |
|          | Général d'armée                  | Bernard Barrera                            | 1er mars 2020                                  | [ JORF 20 ]                                    | 243 jours        |
|          | Général d'armée                  | Éric Bellot des Minières                   | 31 octobre 2020                                | [ JORF 21 ]                                    | 2 ans, 273 jours |
|          | Général d'armée                  | Patrice Quevilly (d)                       | 1er août 2023                                  | [ JORF 22 ]                                    | 1 an, 60 jours   |
|          | Général d'armée                  | Christophe Abad                            | 1er octobre 2024                               | [ JORF 23 ]                                    | 303 jours        |
|          | Général d'armée                  | Thierry Laval                              | 1er août 2025                                  | [ JORF 24 ]                                    |                  |

### Armée de l'air et de l'espace
| Inspecteur général de l'Armée de l'air |                          |                                  |                    |               |                  |
|                                        | Général d'armée aérienne | Gilbert Prayer                   | 8 janvier 1970     | [ 1 ]         | 265 jours        |
|                                        | Général d'armée aérienne | Michel Madon                     | 1er octobre 1970   | ,             | 1 an, 228 jours  |
|                                        | Général d'armée aérienne | Jacques Mitterrand               | 19 juillet 1972    | [ Presse 4 ]  | 2 ans, 305 jours |
|                                        | Général d'armée aérienne | Maurice Saint-Cricq              | 21 mai 1975        | [ Presse 5 ]  | 1 an, 33 jours   |
|                                        | Général d'armée aérienne | Roger Rhenter                    | 24 juin 1976       | [ 1 ]         | 310 jours        |
|                                        | Général d'armée aérienne | René Blanc                       | 1er mai 1977       | [ Presse 6 ]  | 1 an, 298 jours  |
|                                        | Général d'armée aérienne | Philippe Fleurot                 | 24 février 1979    | [ Presse 7 ]  | 2 ans, 19 jours  |
|                                        | Général d'armée aérienne | Philippe Archambeaud             | 16 mars 1981       | [ Presse 8 ]  | 2 ans, 201 jours |
|                                        | Général d'armée aérienne | Henri Gimbert                    | 4 octobre 1983     | [ Presse 9 ]  | 65 jours         |
|                                        | Général d'armée aérienne | Théodore Mahlberg                | 21 décembre 1983   | [ Presse 10 ] | 2 ans, 344 jours |
|                                        | Général d'armée aérienne | Jean-Marie de Buretel de Chassey | 1er décembre 1986  | [ Presse 11 ] | 2 ans, 246 jours |
|                                        | Général d'armée aérienne | Vincent Lanata                   | 5 août 1989        | [ Presse 12 ] | 2 ans, 118 jours |
| Inspecteur général des armées          |                          |                                  |                    |               |                  |
|                                        | Général d'armée aérienne | Claude Lartigau                  | 2 décembre 1991    | [ JORF 26 ]   | 4 ans, 11 jours  |
|                                        | Général d'armée aérienne | Claude Lartigau                  | 14 décembre 1995   | [ JORF 27 ]   | 291 jours        |
|                                        | Général d'armée aérienne | Michel Courtet                   | 1er octobre 1996   | [ JORF 28 ]   | 2 ans, 302 jours |
|                                        | Général d'armée aérienne | Jean-Pierre Job                  | 1er septembre 1999 | [ JORF 29 ]   | 304 jours        |
|                                        | Général d'armée aérienne | Gérard Resnier                   | 2 juillet 2000     | [ JORF 30 ]   | 2 ans, 363 jours |
|                                        | Général d'armée aérienne | Bertrand Dumont                  | 1er juillet 2003   | [ JORF 31 ]   | 1 an, 275 jours  |
|                                        | Général d'armée aérienne | Patrick Thouverez                | 2 avril 2005       | [ JORF 32 ]   | 1 an, 120 jours  |
|                                        | Général d'armée aérienne | Patrick Porchier                 | 1er août 2006      | [ JORF 33 ]   | 1 an, 30 jours   |
|                                        | Général d'armée aérienne | Hervé le Riche                   | 1er septembre 2007 | [ JORF 34 ]   | 1 an, 364 jours  |
|                                        | Général d'armée aérienne | Jean-Pierre Martin               | 1er septembre 2009 | [ JORF 35 ]   | 364 jours        |
|                                        | Général d'armée aérienne | Patrick de Rousiers              | 1er septembre 2010 | [ JORF 13 ]   | 2 ans, 65 jours  |
|                                        | Général d'armée aérienne | Joël Martel                      | 6 novembre 2012    | [ JORF 36 ]   | 298 jours        |
|                                        | Général d'armée aérienne | Jean-Robert Morizot              | 1er septembre 2013 | [ JORF 37 ]   | 333 jours        |
|                                        | Général d'armée aérienne | Thierry Caspar-Fille-Lambie      | 1er août 2014      | [ JORF 16 ]   | 1 an, 30 jours   |
|                                        | Général d'armée aérienne | Antoine Creux                    | 1er septembre 2015 | [ JORF 17 ]   | 1 an, 364 jours  |
|                                        | Général d'armée aérienne | Philippe Adam                    | 1er septembre 2017 | [ JORF 38 ]   | 364 jours        |
|                                        | Général d'armée aérienne | Vincent Carré                    | 1er septembre 2018 | [ JORF 39 ]   | 1 an, 365 jours  |
|                                        | Général d'armée aérienne | Bruno Paccagnini                 | 1er septembre 2020 | [ JORF 40 ]   | 364 jours        |
|                                        | Général d'armée aérienne | Jean-François Ferlet             | 1er septembre 2021 | [ JORF 41 ]   | 1 an             |
|                                        | Général d'armée aérienne | Luc de Rancourt de Mimerand      | 1er septembre 2022 | [ JORF 42 ]   | 1 an, 333 jours  |
|                                        | Général d'armée aérienne | Manuel Alvarez                   | 1er août 2024      | [ 2 ]         | 1 an, 17 jours   |

### Marine nationale
|                                                        | Vice-amiral   | Philippe Baucheron de Boissoudy | 7 décembre 1890    | [ JORF 43 ]   | —                |
|                                                        | Vice-amiral   | Louis-Henri Brown de Colstoun   | 28 août 1891       | [ JORF 44 ]   | —                |
|                                                        | Vice-amiral   | Armand Besnard                  | 21 septembre 1892  | [ JORF 45 ]   | —                |
|                                                        | Contre-amiral | Paul Charles Laurent Dieulouard | 9 janvier 1894     | [ JORF 46 ]   | —                |
|                                                        | Vice-amiral   | Louis Vignes                    | 21 septembre 1894  | [ JORF 47 ]   | —                |
|                                                        | Vice-amiral   | Charles Édouard de La Jaille    | 15 septembre 1895  | [ JORF 48 ]   | —                |
|                                                        | Contre-amiral | Charles Chauvin (de)            | 8 septembre 1896   | [ JORF 49 ]   | —                |
|                                                        | Vice-amiral   | Alfred Gervais                  | 13 octobre 1896    | [ JORF 50 ]   | —                |
|                                                        | Contre-amiral | René Pougin de la Maisonneuve   | 13 octobre 1897    | [ JORF 51 ]   | —                |
|                                                        | Vice-amiral   | Louis-Henri Brown de Colstoun   | 27 octobre 1897    | [ JORF 52 ]   | —                |
|                                                        | Vice-amiral   | Émile Parrayon                  | 6 mars 1898        | [ JORF 53 ]   | —                |
|                                                        | Vice-amiral   | Jean Sallandrouze de Lamornaix  | 7 juillet 1898     | [ JORF 54 ]   | —                |
|                                                        | Vice-amiral   | Edgar Humann                    | 20 août 1898       | [ JORF 55 ]   | —                |
|                                                        | Vice-amiral   | Charles Regnault de Prémesnil   | 6 février 1899     | [ JORF 56 ]   | —                |
|                                                        | ...           | ...                             | ...                |               |                  |
|                                                        | Vice-amiral   | Albert Rouyer                   | 7 novembre 1917    | [ JORF 57 ]   | —                |
|                                                        | ...           | ...                             | ...                |               |                  |
| Inspecteur général des forces maritimes                |               |                                 |                    |               |                  |
|                                                        | Vice-amiral   | Jacques Missoffe                | 23 décembre 1944   | [ 3 ]         | 5 ans, 281 jours |
| Inspecteur général des forces maritimes et aéronavales |               |                                 |                    |               |                  |
|                                                        | Vice-amiral   | Henri Nomy                      | 1er octobre 1950   | [ 3 ]         | 1 an, 25 jours   |
|                                                        | Vice-amiral   | Philippe Auboyneau              | 27 octobre 1951    | [ 3 ]         | 265 jours        |
|                                                        | Vice-amiral   | Paul Ortoli                     | 5 août 1952        | [ 3 ]         | 9 ans, 57 jours  |
|                                                        | Amiral        | Jean Querville                  | 3 janvier 1962     | [ Presse 13 ] | 270 jours        |
|                                                        | Amiral        | Paul Galleret                   | 31 octobre 1962    | [ Presse 14 ] | 304 jours        |
|                                                        | Amiral        | André Jubelin                   | 5 septembre 1963   | [ Presse 15 ] | 3 ans, 330 jours |
|                                                        | Amiral        | Jules Évenou                    | 15 septembre 1967  | [ Presse 16 ] | 1 an, 319 jours  |
|                                                        | Amiral        | Charles Edward La Haye          | 1er août 1969      | [ 3 ]         | 1 an, 242 jours  |
|                                                        | Amiral        | Pierre Iehle                    | 1er avril 1971     | [ 3 ]         | 4 ans, 182 jours |
|                                                        | Amiral        | Gérard Daille                   | 1er octobre 1975   | [ Presse 17 ] | 1 an, 128 jours  |
|                                                        | Amiral        | Jean Le Franc                   | 7 février 1977     | [ 3 ]         | 1 an, 355 jours  |
|                                                        | Amiral        | Jean Tardy                      | 29 janvier 1979    | [ Presse 18 ] | 1 an, 276 jours  |
|                                                        | Amiral        | Philippe de Gaulle              | 1er novembre 1980  | [ Presse 19 ] | 2 ans, 57 jours  |
|                                                        | Amiral        | Gérard de Castelbajac           | 29 décembre 1982   | [ Presse 20 ] | 1 an, 33 jours   |
|                                                        | Amiral        | Jean-Paul Orosco                | 1er février 1984   | [ Presse 21 ] | —                |
|                                                        | Amiral        | Christian Brac de la Perrière   | 3 mars 1984        | [ Presse 23 ] | 2 ans, 183 jours |
|                                                        | Amiral        | René Beaussant                  | 1er septembre 1986 | [ Presse 24 ] | 1 an, 228 jours  |
|                                                        | Amiral        | Alain Denis                     | 17 avril 1988      | [ Presse 25 ] | 1 an, 129 jours  |
|                                                        | Amiral        | Michel Merveilleux du Vignaux   | 25 août 1989       | [ Presse 26 ] | 2 ans, 6 jours   |
| Inspecteur général des armées                          |               |                                 |                    |               |                  |
|                                                        | Amiral        | Michel Merveilleux du Vignaux   | 1er septembre 1991 | —             | 1 an, 90 jours   |
|                                                        | Amiral        | Pierre Calmon                   | 1er décembre 1992  | [ JORF 58 ]   | 1 an, 149 jours  |
|                                                        | Amiral        | Jean-Noël Turcat                | 30 avril 1994      | [ JORF 59 ]   | 1 an, 295 jours  |
|                                                        | Amiral        | Gérard Gazzano                  | 20 février 1996    | [ JORF 60 ]   | 1 an, 314 jours  |
|                                                        | Amiral        | Bernard Moysan                  | 1er janvier 1998   | [ JORF 61 ]   | 2 ans, 30 jours  |
|                                                        | Amiral        | Philippe Roy                    | 1er février 2000   | [ JORF 62 ]   | 2 ans, 70 jours  |
|                                                        | Amiral        | Alain Béreau                    | 13 avril 2002      | [ JORF 63 ]   | 1 an, 234 jours  |
|                                                        | Amiral        | Jean Moulin                     | 4 décembre 2003    | [ JORF 64 ]   | 1 an, 222 jours  |
|                                                        | Amiral        | Alain Coldefy                   | 15 juillet 2005    | [ JORF 10 ]   | 1 an, 47 jours   |
|                                                        | Amiral        | Édouard Scott de Martinville    | 1er septembre 2006 | [ JORF 65 ]   | 364 jours        |
|                                                        | Amiral        | François Dupont                 | 1er septembre 2007 | [ JORF 66 ]   | 1 an, 13 jours   |
|                                                        | Amiral        | Christian Pénillard             | 15 septembre 2008  | [ JORF 11 ]   | 350 jours        |
|                                                        | Amiral        | Jacques Launay                  | 1er septembre 2009 | [ JORF 35 ]   | 2 ans, 211 jours |
|                                                        | Amiral        | Benoît Chomel de Jarnieu        | 31 mars 2012       | [ JORF 67 ]   | 1 an, 154 jours  |
|                                                        | Amiral        | Xavier Magne                    | 2 septembre 2013   | [ JORF 37 ]   | 302 jours        |
|                                                        | Amiral        | Stéphane Verwaerde              | 1er juillet 2014   | [ JORF 68 ]   | 1 an, 30 jours   |
|                                                        | Amiral        | Eric Chaplet                    | 1er août 2015      | [ JORF 17 ]   | 1 an, 30 jours   |
|                                                        | Amiral        | Arnaud de Tarlé                 | 1er septembre 2016 | [ JORF 18 ]   | 2 ans, 114 jours |
|                                                        | Amiral        | Denis Béraud                    | 24 décembre 2018   | [ JORF 69 ]   | 250 jours        |
|                                                        | Amiral        | Hervé Denys de Bonnaventure     | 1er septembre 2019 | [ JORF 70 ]   | 365 jours        |
|                                                        | Amiral        | Bernard Antoine Morio de l'Isle | 1er septembre 2020 | [ JORF 71 ]   | 1 an, 333 jours  |
|                                                        | Amiral        | Stanislas Gourlez de La Motte   | 1er août 2022      | [ JORF 72 ]   | 364 jours        |
|                                                        | Amiral        | Xavier Baudouard (d)            | 1er août 2023      | [ JORF 22 ]   | 364 jours        |
|                                                        | Amiral        | François Moreau (d)             | 1er août 2024      | [ JORF 73 ]   | 1 an, 17 jours   |

### Gendarmerie nationale
Ne doit pas être confondu avec Inspection générale de la Gendarmerie nationale.
| Portrait | Grade au moment de la nomination | Inspecteur Général              | Date de prise de poste et décret de nomination | Date de prise de poste et décret de nomination | Durée            |
| -------- | -------------------------------- | ------------------------------- | ---------------------------------------------- | ---------------------------------------------- | ---------------- |
|          | ...                              | ...                             | ...                                            |                                                |                  |
|          | Général de division              | Léon Demettre                   | —                                              | [ Presse 27 ]                                  | —                |
|          | Général de division              | Louis Robitaillie               | 1er octobre 1970                               | [ Presse 28 ]                                  | 3 ans, 364 jours |
|          | Général de division              | Pierre Pécal[réf. nécessaire]   | 1er octobre 1970                               |                                                | 272 jours        |
|          | Général de division              | André Joubert[réf. nécessaire]  | 1er juillet 1975                               |                                                | 2 ans, 113 jours |
|          | Général de division              | Paul Raynaud                    | 23 octobre 1977                                | [ Presse 29 ]                                  | 1 an, 236 jours  |
|          | Général de division              | Pierre Cerveau[réf. nécessaire] | 17 juin 1979                                   |                                                | 1 an, 74 jours   |
|          | Général de division              | Jacques Boyé                    | 1er septembre 1980                             | [ Presse 30 ]                                  | 2 ans, 327 jours |
|          | Général de corps d'armée         | Robert Andraud                  | 26 juillet 1983                                | [ Presse 31 ]                                  | 1 an, 140 jours  |
|          | Général de corps d'armée         | Gabriel Geillon                 | 14 décembre 1984                               | [ Presse 32 ]                                  | 1 an, 202 jours  |
|          | Général de corps d'armée         | Guy Rouchaud                    | 5 juillet 1986                                 | [ JORF 74 ]                                    | 2 ans, 100 jours |
|          | Général de corps d'armée         | Armand Wautrin                  | 14 octobre 1988                                | [ Presse 33 ]                                  | 1 an, 290 jours  |
|          | Général de corps d'armée         | Édouard Amardeil                | 1er août 1990                                  | [ JORF 75 ]                                    | 1 an, 151 jours  |
|          | Général d'armée                  | Jacques Hérisson                | 1er mars 1992                                  | [ JORF 76 ]                                    | 2 ans, 50 jours  |
|          | Général d'armée                  | Gérard Charlot                  | 21 avril 1994                                  | [ JORF 77 ]                                    | 364 jours        |
|          | Général d'armée                  | Michel Duhamel                  | 21 avril 1995                                  | [ JORF 78 ]                                    | 1 an, 182 jours  |
|          | Général d'armée                  | Pierre Jacquet                  | 21 octobre 1996                                | [ JORF 79 ]                                    | 1 an, 191 jours  |
|          | Général d'armée                  | Yves Capdepont                  | 1er mai 1998                                   | [ JORF 80 ]                                    | 1 an, 244 jours  |
|          | Général d'armée                  | André Lorant                    | 1er janvier 2000                               | [ JORF 62 ]                                    | 2 ans, 30 jours  |
|          | Général d'armée                  | Marie-Jean Rivière              | 1er février 2002                               | [ JORF 81 ]                                    | 1 an, 248 jours  |
|          | Général d'armée                  | Gérard Desjardins               | 8 octobre 2003                                 | [ JORF 82 ]                                    | 1 an, 235 jours  |
|          | Général d'armée                  | Jean-Marc Denizot               | 1er juin 2005                                  | [ JORF 83 ]                                    | 1 an, 91 jours   |
|          | Général d'armée                  | Dominique Norois                | 1er septembre 2006                             | [ JORF 65 ]                                    | 1 an, 365 jours  |
|          | Général d'armée                  | Marc Watin-Augouard             | 1er septembre 2008                             | [ JORF 84 ]                                    | 3 ans, 242 jours |
|          | Général d'armée                  | Laurent Muller                  | 1er mai 2012                                   | [ JORF 85 ]                                    | 3 ans, 91 jours  |
|          | Général d'armée                  | Jean-Régis Véchambre            | 1er août 2015                                  | [ JORF 86 ]                                    | 2 ans, 30 jours  |
|          | Général d'armée                  | David Galtier                   | 1er septembre 2017                             | [ JORF 87 ]                                    | 1 an, 164 jours  |
|          | Général d'armée                  | Jean-Marc Loubes                | 13 février 2019                                | [ JORF 88 ]                                    | 1 an, 16 jours   |
|          | Général d'armée                  | François Gieré                  | 1er mars 2020                                  | [ JORF 89 ]                                    | 5 ans, 170 jours |
|          | Général d'armée                  | Bruno Jockers                   | 1er janvier 2023                               | [ JORF 90 ]                                    | 2 ans, 229 jours |
|          | Général de corps d'armée         | Samuel Dubuis                   | 1er décembre 2024                              | [ JORF 91 ]                                    | 260 jours        |

### Armement
|                                                       | ...                                                        | ...                      | ...                |             |                  |
| Inspecteur général ou inspectrice générale des armées |                                                            |                          |                    |             |                  |
|                                                       | ...                                                        | ...                      | ...                |             |                  |
|                                                       | Ingénieur général de classe exceptionnelle de l'armement   | Jean-Paul Gillybœuf      | 1er septembre 2000 | [ JORF 92 ] | 3 ans, 126 jours |
|                                                       | Ingénieur général de classe exceptionnelle de l'armement   | Philippe Aliotti         | 6 janvier 2004     | [ JORF 93 ] | 5 ans, 145 jours |
|                                                       | Ingénieur général de classe exceptionnelle de l'armement   | Jean-Paul Panié          | 31 décembre 2006   | [ JORF 94 ] | 2 ans, 151 jours |
|                                                       | Ingénieur général de classe exceptionnelle de l'armement   | Jean-Bernard Pène        | 1er juin 2009      | [ JORF 95 ] | 4 ans, 122 jours |
|                                                       | Ingénieur général de classe exceptionnelle de l'armement   | Christian Chabbert       | 1er octobre 2013   | [ JORF 96 ] | 3 ans, 334 jours |
|                                                       | Ingénieur général de classe exceptionnelle de l'armement   | Vincent Imbert           | 1er septembre 2017 | [ JORF 97 ] | 4 ans, 364 jours |
|                                                       | Ingénieure générale de classe exceptionnelle de l'armement | Monique Legrand-Larroche | 1er septembre 2022 | [ JORF 98 ] | 2 ans, 351 jours |

## Liste des inspecteurs généraux du Service de santé des armées
|                                                   | ...                        | ...                          | ...                |              |                 |
| Inspecteur général du service de santé des armées |                            |                              |                    |              |                 |
|                                                   | Médecin général des armées | Jean Droniou                 | 11 juin 1996       | [ JORF 99 ]  | —               |
|                                                   | ...                        | ...                          | ...                |              |                 |
|                                                   | Médecin général des armées | Jacques Saint-Julien         | 9 octobre 2001     | [ JORF 100 ] | —               |
|                                                   | ...                        | ...                          | ...                |              |                 |
|                                                   | Médecin général des armées | Pierre Jeandel               | 21 novembre 2007   | [ JORF 101 ] | 1 an, 364 jours |
|                                                   | Médecin général des armées | Jacques Brunot               | 21 novembre 2009   | [ JORF 102 ] | 3 ans, 14 jours |
|                                                   | Médecin général des armées | Ronan Tymen                  | 6 décembre 2012    | [ JORF 103 ] | 4 ans, 24 jours |
|                                                   | Médecin général des armées | Patrick Godart               | 30 décembre 2016   | [ JORF 104 ] | 2 ans, 20 jours |
|                                                   | Médecin général des armées | Philippe Rouanet de Berchoux | 20 janvier 2019    | [ JORF 105 ] | 1 an, 284 jours |
|                                                   | Médecin général des armées | Hervé Foehrenbach            | 1er décembre 2020  | [ JORF 106 ] | 1 an, 273 jours |
|                                                   | Médecin général des armées | Jean-Bernard Orhield         | 1er septembre 2022 | [ JORF 42 ]  | 302 jours       |
|                                                   | Médecin général des armées | Sylvie Pérez                 | 1er juillet 2023   | [ JORF 107 ] | 2 ans, 48 jours |

## Liste des inspecteurs généraux des Troupes coloniales, devenues Troupes de marine
La fonction d'inspecteur général des troupes coloniales, occupée par un général de division, est de 1900 à 1958 la plus importante existant dans cette arme.
| Portrait | Grade au moment de la nomination | Inspecteur général       | Dates                        | Durée  |
| -------- | -------------------------------- | ------------------------ | ---------------------------- | ------ |
|          | Général de division              | Charles Mangin           | janvier 1922                 | 3 ans  |
|          | Général de division              | Henri Claudel            | 3 juin 1925                  | 10 ans |
|          | Général de division              | Pierre Billotte          | 1936                         | 2 ans  |
|          | Général de division              | Jules Bührer             | avril 1938,                  | 2 ans  |
|          | Général d'armée                  | Maxime Germain           | septembre 1941               | 1 an   |
|          | Général de corps d'armée         | Guillaume Roucaud        | 1942                         | 1 an   |
|          | Général de brigade               | Pierre-Étienne de Perier | octobre 1944                 | 1 an   |
|          | Général d'armée                  | Edgard de Larminat       | novembre 1945 - juillet 1947 | 2 ans  |
|          | Général de division              | Jean Étienne Valluy      | février 1948                 | 2 ans  |
|          | Général d'armée                  | Edgard de Larminat       | 13 septembre 1955            | 1 an   |
|          | Général de corps d'armée         | Michel Noël du Payrat    | 5 août 1983                  | 2 ans  |